# Léopold Ridel
Léopold Joseph Ridel, né à Nantes le 17 février 1852 et mort à Laval le 25 juin 1910, est un architecte-voyer français.

## Biographie
Architecte de la ville de Laval, architecte ordinaire des monuments historiques, conservateur du musée de Laval, puis inspecteur des Monuments historiques, il est l'architecte de nombreux bâtiments de la ville. En 1892, il est nommé architecte départemental.
Il est chevalier de la Légion d'honneur.
Il est inhumé au cimetière de Vaufleury à Laval.

## Œuvre
Il est l'architecte de nombreux édifices pour la plupart lavallois :
- collège de jeunes filles [2] (1885).
- cimetière de Vaufleury [3],[4].
- musée des Beaux-Arts[5] (1890-1899) devenu musée des Sciences en 1974.
- ancienne caisse d'Épargne [6] (1895).
- gare générale des tramways à vapeur [7] (1895-1900), occupée par le comité départemental du tourisme[8].
- chapelle Saint-Julien [9] (1901).
- maison d'arrêt[10], boulevard Frédéric-Chaplet (1908).

Ailleurs :
- restauration de la chapelle de l'hospice Saint-Louis (Caen)[11].
- asile des aliénés du Morbihan[Où ?].

Autres édifices inscrits à l'inventaire du patrimoine culturel :
- filature[12], quai d'Avesnières - rue Hidouze ;
- école primaire Eugène-Hairy[13] (1903), rue du cardinal Suhard ;
- usine textile Notre-Dame d'Avesnières[14] ;
- théâtre[15], rue de la Paix ;
- monument aux morts de la Guerre de 1870[16], cimetière de Vaufleury.

## Distinctions
En 1889, il obtient une mention honorable à l'Exposition universelle et une seconde médaille au Salon de 1890. Le 14 octobre 1900, il est nommé chevalier de la Légion d'honneur . Son insigne lui est remis par le préfet Ernest Seignouret le 16 février 1901.

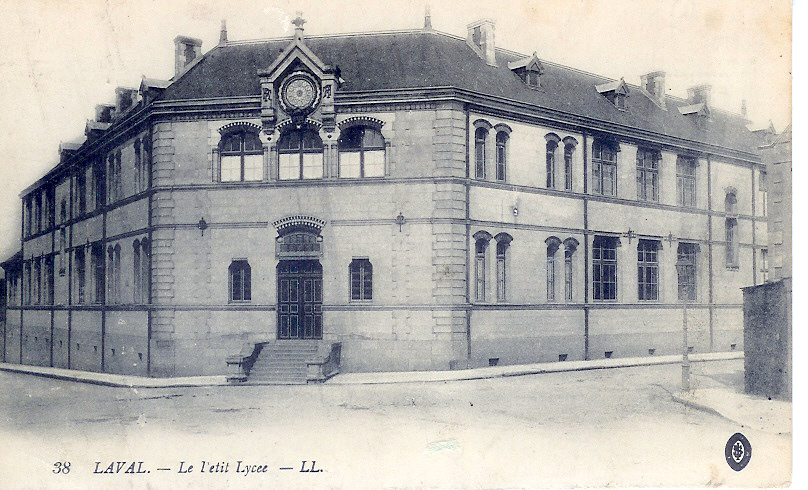
Collège de jeunes filles de Laval,
construit en 1885.

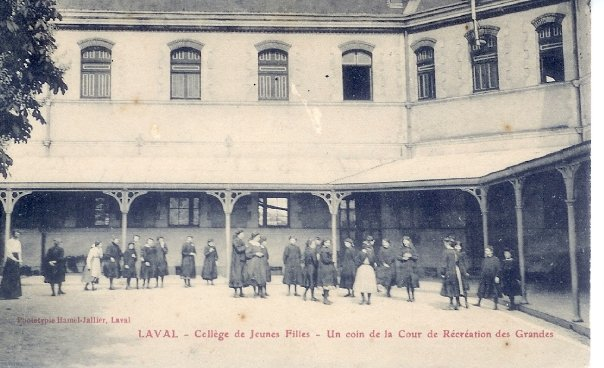
Collège de jeunes filles vu côté cours